# Overton (Hampshire)
Pour les articles homonymes, voir Overton.
Overton est une paroisse civile et un village du Hampshire, en Angleterre.

## Transport
Le village est desservi par la gare d'Overton sur la ligne principale de l'ouest de l'Angleterre, qui se trouve au nord du village. Le village a aussi des bus qui sont fonctionnés par Stagecoach South et Community First Wessex. Il y a la ligne 76, entre Andover et Basingstoke, avec des arrêts à Whitchurch, Overton et Oakley. La ligne 86 entre Oakley et Winchester, avec des arrêts à Overton, Whitchurch et Peter Symonds College. La ligne 676 entre Andover et Queen Mary's College, Basingstoke, avec des arrêts à Whitchurch, Overton et Oakley. Toutes ces trois sont fonctionnés par Stagecoach. Community First Wessex fonnctionne la ligne 74, qui est une ligne interne à Oakley, elle desservit la gare d'Overton.